# Overexposed
Overexposed é o quarto álbum de estúdio da banda norte-americana Maroon 5. O disco, que o vocalista Adam Levine descreveu como "o mais pop e diversificado que já fizeram", começou a ser gravado em 2011 e eles trabalharam com diversos produtores, como Shellback, Max Martin, Ryan Tedder e Benny Blanco. Foi lançado em 20 de junho de 2012 nos Estados Unidos. Seu primeiro single, "Payphone", com produção de Shellback e Benny Blanco e participação do rapper Wiz Khalifa, foi liberado em 16 de abril de 2012. O álbum foi certificado como disco de ouro pela Associação Brasileira dos Produtores de Discos (ABPD).

## Desenvolvimento e composição
Maroon 5 começou a compor material para o álbum durante sua mais recente turnê e a gravá-lo em 2011, em Los Angeles, Califórnia. Depois do sucesso do single "Moves Like Jagger", com participação de Christina Aguilera, o guitarrista James Valentine comentou:
"'Moves Like Jagger' foi a primeira vez em que trabalhamos com um compositor de fora, então decidimos tentar um pouco mais isso nesse disco. Nesse ponto da nossa carreira, acho que foi uma boa coisa mexer totalmente com nosso processo e isso rendeu bons resultados, assim como um maior espírito colaborativo dentro da banda. Nós queríamos fazer algo que soasse contemporâneo com elementos das primeiras eras da música pop. Esse é nosso álbum mais pop até então e não queremos ficar envergonhados com relação a realmente abraçar isso."
Em uma entrevista para a Rolling Stone, o vocalista Adam Levine notou que "é um disco bem ao estilo antigo. [...] Eu tenho uma relação de amor e ódio com ele - mas é mais de amor". Esse é o único álbum sem o tecladista, guitarrista e vocalista de apoio Jesse Carmichael, portanto ele voltaria para o Maroon 5 em 2014.

## Lista de faixas
A lista de faixas do disco foi revelada em 16 de abril de 2012. Ele contará com doze faixas em sua versão padrão, além de três novas canções e dois remixes em uma edição deluxe.
| N.º | Título                         | Compositor(es)                                                            | Duração |  |
| 1.  | "One More Night"               | Adam Levine, Karl Schuster, Max Martin, Savan Kotecha                     | 3:39    |  |
| 2.  | "Payphone" (feat. Wiz Khalifa) | Levine, Benjamin Levin, Ammar Malik, Schuster, Dan Omelio, Cameron Thomaz | 3:51    |  |
| 3.  | "Daylight"                     | Levine, Martin, Mason Levy, Sam Martin                                    | 3:45    |  |
| 4.  | "Lucky Strike"                 | Levine, Ryan Tedder, Noel Zancanella                                      | 3:05    |  |
| 5.  | "The Man Who Never Lied"       | Levine, Martin, Henry Walter                                              | 3:25    |  |
| 6.  | "Love Somebody"                | Levine, Nathaniel Motte, Tedder, Zancanella                               | 3:49    |  |
| 7.  | "Lady Killer"                  | Levine, Michael Madden, James Valentine                                   | 2:44    |  |
| 8.  | "Fortune Teller"               | Levine, Madden, Valentine                                                 | 3:23    |  |
| 9.  | "Sad"                          | Levine, Valentine                                                         | 3:14    |  |
| 10. | "Tickets"                      | Levine, Madden, Valentine                                                 | 3:29    |  |
| 11. | "Doin' Dirt"                   | Levine, Schuster                                                          | 3:31    |  |
| 12. | "Beautiful Goodbye"            | Levine, Malik                                                             | 4:15    |  |

| Faixa bônus no Brasil, Reino Unido e Polônia |                                                |         |  |
| N.º                                          | Título                                         | Duração |  |
| 13.                                          | "Moves Like Jagger" (feat. Christina Aguilera) | 3:21    |  |

| Faixas bônus da edição deluxe |                  |         |  |
| N.º                           | Título           | Duração |  |
| 13.                           | "Wipe Your Eyes" | 3:31    |  |
| 14.                           | "Wasted Years"   | 3:28    |  |
| 15.                           | "Kiss"           | 7:00    |  |

| Faixas bônus da edição deluxe no iTunes |                                    |         |  |
| N.º                                     | Título                             | Duração |  |
| 16.                                     | "One More Night" (Sticky K. Remix) |         |  |
| 17.                                     | "Payphone" (The Others Remix)      |         |  |

## Paradas musicais
O disco estreou na segunda posição da Billboard 200, parada oficial de álbuns dos Estados Unidos, pela venda de 222 mil cópias em sua primeira semana, mil a menos que o primeiro colocado da semana, Living Things da banda Linkin Park. Essa foi a menor diferença entre as posições na parada desde dezembro de 2011.
| Parada (2012)                  | Melhor posição |
| ------------------------------ | -------------- |
| Austrália (ARIA Charts)        | 4              |
| Bélgica (Ultratop - Flanders)  | 30             |
| Bélgica (Ultratop - Wallonia)  | 30             |
| Estados Unidos (Billboard 200) | 2              |
| Irlanda (Irish Albums Chart)   | 4              |
| Nova Zelândia (RIANZ Top 40)   | 3              |
| Países Baixos (Mega Charts)    | 3              |
| Reino Unido (UK Albums Charts) | 2              |
| Suíça (Swiss Music Charts)     | 7              |

## Histórico de lançamento
| País           | Data                | Gravadora          | Formato              |
| -------------- | ------------------- | ------------------ | -------------------- |
| Alemanha       | 22 de junho de 2012 | A&M/Octone Records | CD, download digital |
| Reino Unido    | 25 de junho de 2012 | A&M/Octone Records | CD, download digital |
| Estados Unidos | 26 de junho de 2012 | A&M/Octone Records | CD, download digital |